# Ivan Rovnyj
Ivan Andrejevitj Rovnyj (ryska:Иван Андреевич Ровный), född 30 september 1987 i Sankt Petersburg, Ryssland, är en professionell tävlingscyklist. Han tävlar sedan säsongen 2006 för det ryska UCI ProTour-stallet Katjusja.

## Karriär
Ivan Rovnyj blev professionell tävlingscyklist 2006 med Tinkoff Restaurants, men redan under säsongen 2005 fick ryssen visa upp sig i flera stora tävlingar på bana och landsväg. Han vann bland annat de europeiska mästerskapen i landsvägscykling för juniorer, som avgjordes i Moskva, men också världsmästerskapens linjelopp för juniorer som han vann framför landsmannen Timofej Kritskij och den tyska cyklisten Sebastian Hans. På landsväg slutade han trea på etapp 2 av Giro di Basilicata. Inom bancyklingen slutade han trea i individuell förföljelselopp under de europeiska juniormästerskapen bakom Aleksandr Pliuşkin och den ukrainska cyklisten Vitalij Sjtjedov. I samma gren under världsmästerskapen för juniorer slutade han trea bakom Andrew Tennant och Sam Bewley.
Han blev anställd av Tinkoff Restaurants inför säsongen 2006. På landsväg slutade han tvåa på etapp 3 av Cinturón Ciclista Internacional a Mallorca, men under året gjorde han bättre ifrån sig inom bancykling. I början av året vann han tillsammans med Sergej Klimov, Aleksandr Serov och Nikolaj Trusov lagförföljelseloppet när världscupen kom till Los Angeles. Senare på året vann han poängtävlingen i de europeiska U23-mästerskapen i Aten framför Niki Terpstra och Michael Mørkøv. I november vann han, tillsammans med Michail Ignatjev, Aleksandr Serov och Nikolaj Trusov, lagförföljelseloppet i världscupen i Sydney framför Danmark och Ukraina. I slutet av säsongen slutade Ivan Kovalev, Rovnyj, Serov och Trusov tvåa i samma gren i Moskva bakom Storbritannien.
Tinkoff Restaurants bytte inför säsongen 2007 namn till Tinkoff Credit Systems. Under året körde han sin första Grand Tour när han deltog i Giro d'Italia. Tinkoff Credit Systems slutade tvåa i Eindhovens lagtempo bakom Team CSC. Rovnyj själv vann under året etapp 9 av Tour de l'Avenir framför Bauke Mollema och Edvald Boasson Hagen. Han slutade också trea på etapp 2 av det franska framtidsloppet bakom Dario Cataldo och Kristjan Koren. Rovnyj var den enda cyklisten under det årets Tour de l'Avenir som hade deltagit i Giro d'Italia. Anledningen till hans deltagande i det italienska etapploppet var bland annat att två cyklister som skulle ha deltagit, Tyler Hamilton och Jörg Jaksche, hamnade i annat trubbel och blev därför sparkade från stallet.
Under säsongen 2008 körde han Vuelta a España, men slutförde inte tävlingen. Under året slutade han trea på etapp 2b av Vuelta Ciclista Asturias bakom Samuel Sanchez och Andrej Kunitski. Tinkoff Credit Systems vann lagtempoetappen, etapp 1, under Settimana Ciclista Lombarda.
Ivan Rovnyj slutade på tredje plats på GP d'Isbergues bakom Benoit Vaugrenard och Luca Mazzanti.